# Барановское сельское поселение (Смоленская область)
Бара́новское се́льское поселе́ние — муниципальное образование в составе Сафоновского района Смоленской области России.
Административный центр — деревня Бараново.

## История
Образовано Законом Смоленской области от 28 декабря 2004 года. Законом Смоленской Области от 20 декабря 2018 года в него включены все населённые пункты упразднённого Дуровского сельского поселения.
Главой поселения и Главой администрации является Плешкова Валентина Васильевна

## Население
| 1995  | 1996  | 1997  | 1998  | 1999  | 2000  | 2001  |
| ----- | ----- | ----- | ----- | ----- | ----- | ----- |
| 1047  | ↗1068 | ↘1048 | ↘1017 | ↘1005 | ↗1007 | ↘1001 |
| 2002  | 2003  | 2004  | 2005  | 2006  | 2007  | 2011  |
| ↗1070 | ↘1050 | ↗1057 | ↗1092 | ↗1095 | ↗1108 | ↗1151 |
| 2012  | 2013  | 2014  | 2015  | 2016  | 2017  | 2018  |
| ↗1213 | ↗1261 | ↗1300 | ↘1262 | ↗1272 | ↘1265 | ↘1151 |
| 2019  | 2020  | 2021  |       |       |       |       |
| ↗1200 | ↗1762 | ↘1744 |       |       |       |       |

## Географические данные
- Общая площадь: 99,84 км²
- Расположение: центральная часть Сафоновского района
- Граничит:
  - на севере — с Беленинским сельским поселением
  - на северо-востоке — с Николо-Погореловским сельским поселением
  - на востоке — с Прудковским сельским поселением
  - на юге — с Дорогобужским районом
  - на юго-западе — с Пушкинским сельским поселением
  - на северо-западе — с Сафоновским городским поселением
- По территории поселения проходит автомобильная дорога М1 «Беларусь».
- По территории поселения проходит железная дорога Москва — Минск, имеется станция Дурово.
- Крупные реки: Днепр, Вопец, Вержа; озеро: Поганое.

## Экономика
Сельхозпредприятия,  2 школы (Дуровская и Барановская), магазины, ДРСУ, радиолокационная станция «Сафоново», АЗС на автодороге М1.

## Населённые пункты
В состав поселения входят следующие населённые пункты:
| №  | Населённый пункт             | Тип          | Население |
| -- | ---------------------------- | ------------ | --------- |
| 1  | Бараново                     | деревня      | 834       |
| 2  | Бибишки                      | деревня      | 16        |
| 3  | Будка железной дороги 312 км | деревня      | 22        |
| 4  | Будка железной дороги 314 км | деревня      |           |
| 5  | Владимировское               | деревня      | 8         |
| 6  | Высокое                      | деревня      | 55        |
| 7  | Городок                      | деревня      | 56        |
| 8  | Диндино                      | деревня      | 1         |
| 9  | Дурово                       | деревня      | 474       |
| 10 | Дурово                       | ж.д. станция | 75        |
| 11 | Жугино                       | деревня      | 13        |
| 12 | Забелино                     | деревня      | 4         |
| 13 | Иваники                      | деревня      | 3         |
| 14 | Костенки                     | деревня      | 9         |
| 15 | Кряжево                      | деревня      | 4         |
| 16 | Кудьярово                    | деревня      | 4         |
| 17 | Кулево                       | деревня      | 20        |
| 18 | Лустино                      | деревня      | 6         |
| 19 | Лягушкино                    | деревня      | 0         |
| 20 | Мяхново                      | деревня      | 14        |
| 21 | Надежда                      | деревня      | 0         |
| 22 | Ново-Мяхново                 | деревня      | 3         |
| 23 | Пушково                      | деревня      | 3         |
| 24 | Селецкое                     | деревня      | 130       |
| 25 | Сельцо                       | деревня      | 11        |
| 26 | Семеньково                   | деревня      | 7         |
| 27 | Хорошонки                    | деревня      | 5         |
| 28 | Храмцово                     | деревня      | 4         |
| 29 | Шавеево                      | деревня      | 98        |
| 30 | Ямище                        | деревня      | 0         |